# Tonga nos Jogos Olímpicos de Verão da Juventude de 2010
Tonga participou dos Jogos Olímpicos de Verão da Juventude de 2010 em Cingapura. Sua delegação foi composta de apenas dois atletas que competiram em dois esportes.

## Halterofilismo
| Evento              | Atleta        | Peso corporal (kg) | Arranque (kg) | Arranque (kg) | Arranque (kg) | Arranque (kg) | Arremesso (kg) | Arremesso (kg) | Arremesso (kg) | Arremesso (kg) | Total (kg) | Pos. final |
| Evento              | Atleta        | Peso corporal (kg) | 1             | 2             | 3             | Res.          | 1              | 2              | 3              | Res.           | Total (kg) | Pos. final |
| ------------------- | ------------- | ------------------ | ------------- | ------------- | ------------- | ------------- | -------------- | -------------- | -------------- | -------------- | ---------- | ---------- |
| Até 62 kg masculino | Michael Taufa | 61,53              | 87            | 92            | 97            | 97            | 113            | 120            | 124            | 120            | 217        | 11º        |

## Taekwondo
| Evento                 | Atleta             | 1ª rodada              | Quartas-de-final | Semifinais  | Final       | Pos. final |
| ---------------------- | ------------------ | ---------------------- | ---------------- | ----------- | ----------- | ---------- |
| Mais de 63 kg feminino | Hulita Matekuolava | RUS Olga Ivanova D RSC | Não avançou      | Não avançou | Não avançou | 9º         |